# Drosophila micromyia
Drosophila micromyia är en tvåvingeart som beskrevs av Elmo Hardy och Kaneshiro 1975. Drosophila micromyia ingår i släktet Drosophila och familjen daggflugor.
Artens utbredningsområde är Hawaii.